# Веспасіан
Тіт Фла́вій Веспасіа́н (старший) (лат. Titus Flavius Vespasianus, 17 листопада 9 — 24 червня 79), відоміший як Веспасіан — римський імператор з 20 грудня 69 року (проголошений військами 1 липня), засновник династії Флавіїв, один із найдіяльніших та найуспішніших принцепсів I сторіччя. Когномен «Веспасіан» отримав, можливо, через свою улюблену справу — бджільництво (лат. vespa — оса), але, скоріше за все, від номена його матері Веспасії Полли.

## Родовід
- Веспасіан, римський імператор
  -  Тіт, римський імператор
  -  Доміціан, римський імператор
  -  Флавія Доміцилла Молодша
    -  Флавія Доміцилла, християнська свята

## Ранні роки та прихід до влади
Народився в Сабінській землі, неподалік від міста Реате. Походив із середніх італійських прошарків; дід Тит Флавій Петрон служив центуріоном у Помпея, батько Тит Флавій Сабін — збирач податків в Азії. Свою кар'єру Веспасіан почав із посади військового трибуна у Фракії, потім обіймав посади квестора і претора в провінції Киренаїка (Північна Африка).
За часів правління Клавдія був легатом у Германії, командував II легіоном. Імовірно йому довелося битися з германцями. Зокрема Йосип Флавій писав, що Веспасіан «повернув Риму приголомшений германцями Захід». У 43 році II легіон разом зі своїм командиром був у складі армії Клавдія, яка висадилася у Британії. За Светонієм Веспасіан під часу цієї кампанії брав участь у 30 битвах, підпорядкував Риму два сильні народи і завоював острів Вектіс. Йосип Флавій стверджував, що саме Веспасіану належить головна заслуга у завоюванні Британії. За це він отримав після повернення до Риму знаки тріумфа і членство у двох жрецьких колегіях — імовірно понтифіків та авгурів.
Посаду консул-суффекта обійняв у 51 році, а потім у 59 році посаду проконсула в провінції Африка. За Светонієм «правив чесно та з великою гідністю», статків не нажив, й по поверненню до Риму йому довелося закласти свої маєтки братові й зайнятися торгівлею мулами, хоча римляни вважали це заняття принизливим. За це він отримав прізвисько «муловод» (лат. muleo).
За правління Нерона він накликав на себе велику немилість, тому що ігнорував виступи імператора, а одного разу навіть заснув під час його співу. Проте коли в Юдеї почалося повстання, Веспасіана послали на його придушення.
По смерті Нерона імператором обрано Гальбу. При ньому в Італії почалася громадянська війна. Гальба був убитий, а за трон билися Отон і Вітеллій. Після загибелі Отона, Вітеллія визнав римський сенат.
1 липня 69 в Александрії Веспасіана проголошено імператором. Його підтримали легіони, які знаходилися в Сирії та Юдеї, а незабаром він був визнаний військами, які стояли в Паннонії та Мезії. Командувач паннонськими військами Антоній Прим повів легіони до Італії. Поблизу Кремони він розбив війська Вітеллія, а після захоплення Риму Вітеллія вбито. Залишивши командування військами, які тримали в облозі Єрусалим, своєму синові повному тезці Тіту Флавію Веспасіану, більш відомому як Тіт, Веспасіан улітку 70 прибув до Риму.

## Правління
Успішно ширилися римські володіння в Британії — Церіаліс, Фронтін, Агрікола перемагали місцеві племена, які повстали під проводом Боудіки. За правління Веспасіана було придушене повстання в Юдеї та зруйновано Єрусалимський Храм. Гней Юлій Агрікола мав намір захопити і Північну Шотландію, але це вже проходило за правління Доміціана, який, постійно побоюючись за свою владу, відкликав занадто успішного полководця. При ньому до складу римських провінцій увійшли Родос, Лікія, Візантій, Самос, а також царства Кілікія та Коммагена.
Був першим імператором Риму, який не належав до аристократів, бо був онуком селянина і сином вершника. Будучи імператором, Веспасіан відрізнявся тією ж простотою та презирством до зовнішнього блиску, як і в той час, коли він ще був простим громадянином. Він спрямував все своє дбання на те, щоб відновити дисципліну в армії, зберегти мир і покращити управління, особливо фінансове, залікувати рани, нанесені державі міжусобними війнами. Він не вів ніяких воєн, окрім британської, які дісталася йому у спадок від його попередників, і навіть зачинив храм Януса, який так і залишався зачиненим протягом його правління.
Фінанси імперії були у дуже поганому стані. З метою поповнення бюджету Веспасіан збільшив податки; велике глузування викликало оподаткування громадських туалетів, у відповідь на яке імператор промовив крилатий вираз: «Гроші не пахнуть». Імператор використовував будь-які, навіть незаконні методи поповнення казни, і ці міри дали результати. Незважаючи на свою ощадливість, яка накликала на нього дорікання у жадібності, він витрачав великі кошти на громадські споруди; відновив Капітолій (символ держави — храм Юпітера Капітолійського), який згорів під час бою з Вітеллієм, спорудив Храм миру на Форумі миру, який за величиною дорівнював найбільшим спорудам античності. За його правління почалося будівництво величезного амфітеатру — Amphitheatrum Flavium — який уміщував 80 тисяч глядачів. Цей амфітеатр, відомий як Колізей, і зараз є прикрасою Риму. Але головна заслуга Веспасіана заключалася у зміцненні та поліпшенні внутрішнього порядку. При цьому він загалом виказав більшу поміркованість, хоча іноді бував крутий до жорстокості. Позбавив привілеїв міста Греції (отримані ними від Нерона); вигнав з Риму філософів та астрологів.
Під час його правління усі міста Іспанії та багато міст західних провінцій отримали права латинського громадянства, а декілька міст Галлії та східної частини Іспанії навіть отримали римське громадянство.
Веспасіан ставав консулом частіше за будь-кого зі своїх попередників. За десять років свого імператорства обіймав посаду ординарного консула 8 разів: у 70—72, 74—77 і 79 роках, в тому числі 7 разів разом зі старшим сином Тітом й один раз — з молодшим Доміціаном. 20 разів проголошувався почесним титулом імператора.
У 73 році Веспасіан присвоїв собі повноваження цензора, що дозволило йому переглянути склад сенату, хоча за сенаторською традицією його було віднесено до числа «добрих» імператорів. Проте опозиція в сенаті існувала. Більш за всіх його гнівила опозиція філософів, особливо стоїків. Один з них, Гельвідій Пріск, поплатився життям за свій прореспубліканський напрям думок.

## Смерть
Веспасіан помер у 79 році, залишивши двох синів, Тіта і Доміціана. Смерть Веспасіан зустрів достойно. У віці 69 років, перебуваючи в Кампанії, він відчув відносно легкі напади пропасниці (трясучки, гарячки з ознобом) і поспішив повернутися до Риму, до гарних лікарів. Тут хвороба начебто відступила, і Веспасіан вирішив не зраджувати давній звичці проводити літо в реатинських маєтках. Але після від'їзду з Риму нездужання посилилося, до того ж, випивши в дорозі холодної води, імператор, за тогочасним висловом, «застудив живіт», з'явилась виснажуюча діарея.
Мимоволі Веспасіан перейшов на постільний режим. Однак державні справи не покинув і, навіть лежачи в ліжку, ознайомлювався із повідомленнями, давав аудієнцію послам. Тим часом хвороба продовжувала знесилювати колись міцне тіло. Напади раптової слабкості траплялися все частіше. Нарешті настав момент, коли Веспасіан відчув, що помирає.
Злякавшись, що покине світ живих у негідній імператора позі, він сказав близьким, що повинен померти стоячи і попрохав допомогти йому піднятися. Його обережно підтримали, і, намагаючись звестися і випрямитися, він зробив останній подих. Голова впала на груди, тіло обвисло, але ще деякий час ті, що підтримували імператора, не наважувалися опустити мертве тіло на ліжко.
За іншою версією, відчувши наближення смерті, Веспасіан промовив із властивою йому іронією: «На жаль, здається, я вже стаю богом», натякаючи на традицію посмертного обожнення імператорів.
Після смерті в Римі зведено храм Веспасіана (79-96), від якого залишилося 3 колони.

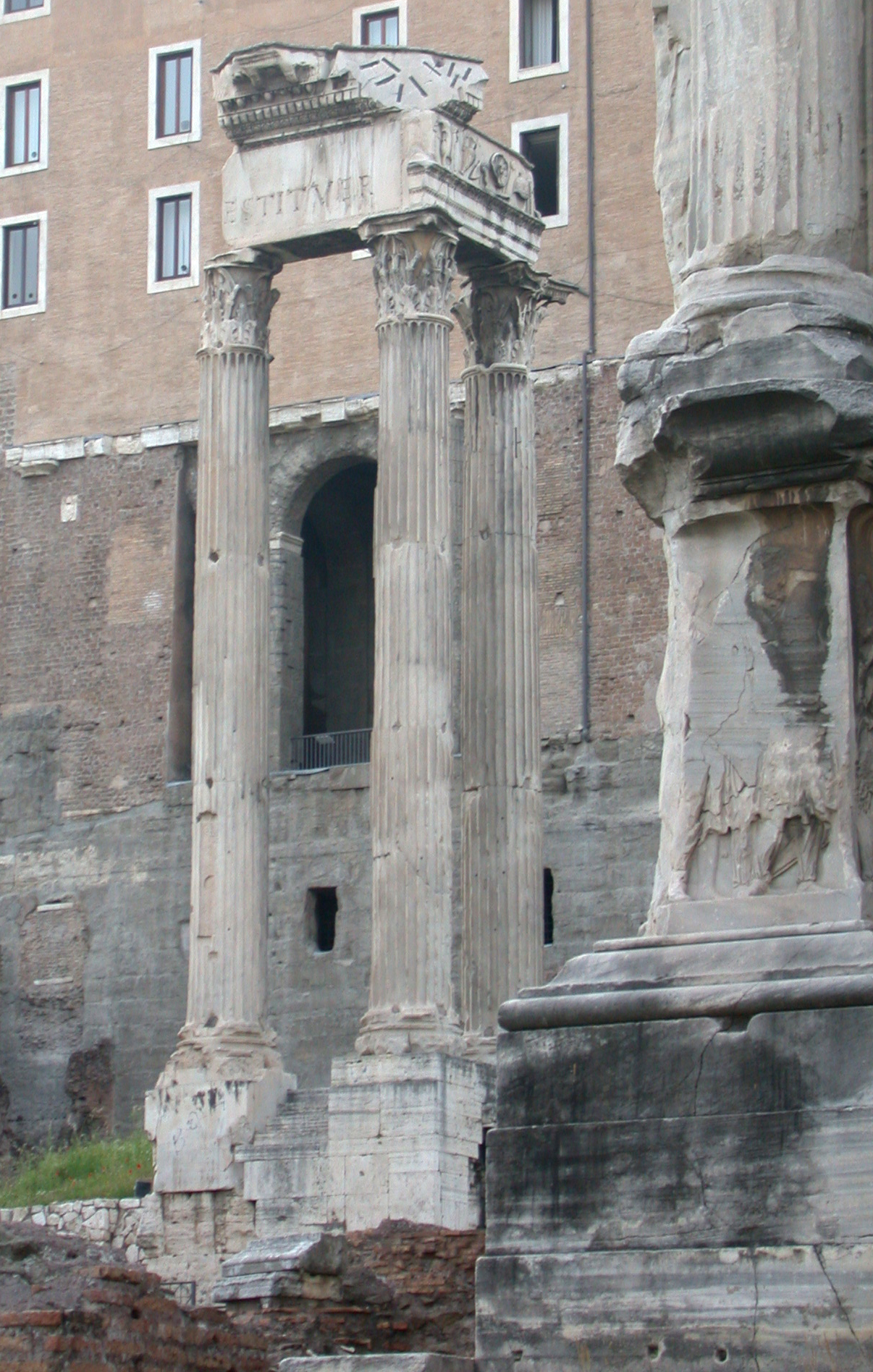
Храм Веспасіана і Тіта
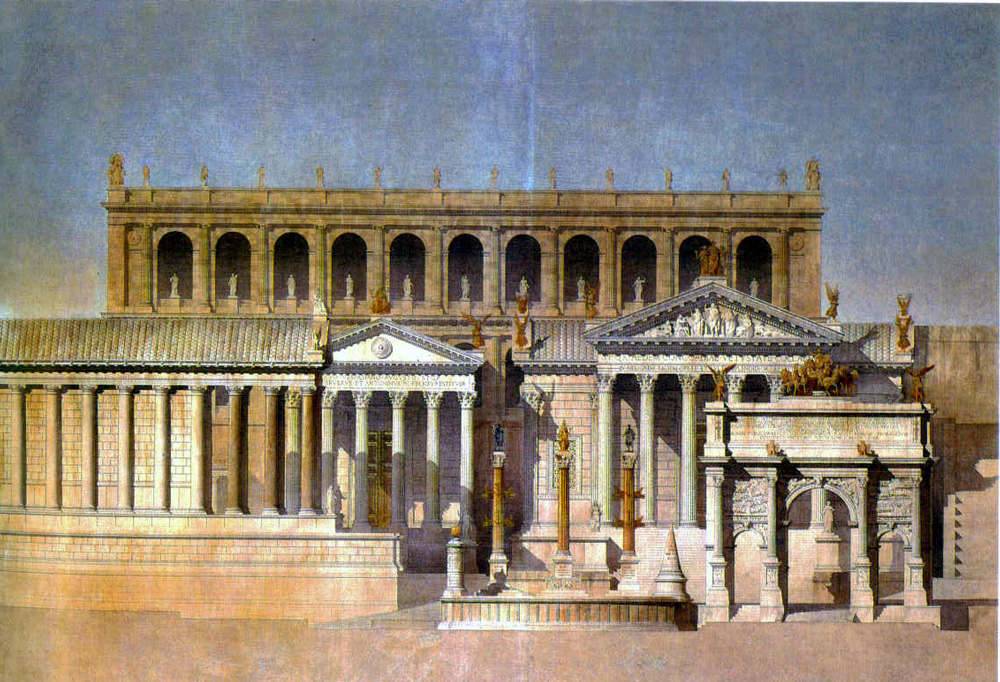
Антична реконструкція Храма Веспасіана (з правої сторони Храм Сатурна)
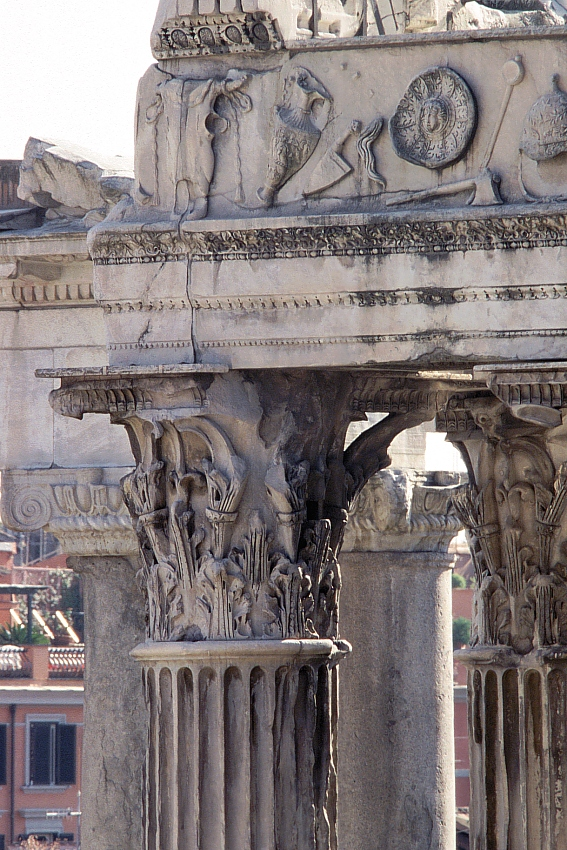
Храм Веспасіана прикрашений фризом.

Близько 1347 знайдено бронзову дошку, яку наразі зберігають у Капітолійських музеях і являє собою письмову пам'ятку про те, що сенат передав Веспасіану урядову владу (так звана лат. lex de imperio Vespasiani, відому також під зовсім неслушною назвою лат. lex regia). Спираючись на цей важливий для римського державного права документ, середньовічний трибун Кола ді Рієнцо довів римському народові його давні права і схилив до встановлення демократії.